# Merrill Pye
Merrill Pye (14 de agosto de 1902 - Hollywood, 17 de novembro de 1975) foi um diretor de arte americano. Ele foi indicado ao Oscar na categoria Melhor Direção de Arte do filme North by Northwest.

## Filmografia selecionada
- Ziegfeld Follies (1946)
- North by Northwest (1959)